# Raduha (przystanek kolejowy)
Raduha (biał. Радуга, ros. Радуга) – przystanek kolejowy w pobliżu miejscowości Chałmy, w rejonie homelskim, w obwodzie homelskim, na Białorusi. Położony jest na linii Homel - Czernihów.